# Elezioni parlamentari in Groenlandia del 2021
Le elezioni parlamentari in Groenlandia del 2021 si sono tenute il 6 aprile per il rinnovo dell'Inatsisartut.
I seggi sono assegnati mediante sistema proporzionale, secondo il metodo d'Hondt, all'interno di un collegio unico nazionale.

## Risultati
| Liste                      | Voti   | %     | Seggi |
| -------------------------- | ------ | ----- | ----- |
| Inuit Ataqatigiit          | 9.933  | 37,44 | 12    |
| Siumut                     | 7.986  | 30,10 | 10    |
| Naleraq                    | 3.252  | 12,26 | 4     |
| Democratici                | 2.454  | 9,25  | 3     |
| Atassut                    | 1.878  | 7,08  | 2     |
| Nunatta Qitornai           | 639    | 2,41  | -     |
| Partito della Cooperazione | 376    | 1,42  | -     |
| Indipendenti               | 10     | 0,04  | -     |
| Totale                     | 26.528 | 100   | 31    |